# 색소폰과 찹쌀떡
《색소폰과 찹쌀떡》은 2002년 6월 3일부터 2002년 12월 7일까지 방영된 한국방송공사 2TV 아침드라마로, 악기점과 떡집이 공존하는 서울 한복판 낙원동을 무대로 하여 우리의 땅 낙원동을 진정한 ‘낙원’으로 만들어 가는 사람들의 이야기다.

## 등장 인물
- 변소정 : 박자영 역 - 봉구의 둘째딸, 내과 의사
- 이진우 : 이수남 역 - 색소폰 연주자
- 지수원 : 박자경 역 - 봉구의 큰딸
- 정려원 : 박자남 역 - 봉구의 막내딸, 대학생
- 주현 : 강갑수 역 - 낙원악기점 사장
- 윤주상 : 김상사 역 - 거지
- 전양자 : 이용자 역 - 봉구의 아내
- 임동진 : 박봉구 역 - 서울떡집 사장
- 한혜숙 : 임여옥 역 - 낙원 순대국집 주인
- 이영범 : 강대풍 역 - 갑수의 아들, 자경의 남편
- 선우재덕 : 이선우 역 - 자경의 대학선배
- 이종희 : 남애리 역 - 대풍의 후배의사
- 원상연 : 오재기 역 - 대학생
- 이은영 : 강이슬 역 - 갑수의 딸, 대학생
- 조영민 : 강상호 역 - 대풍의 쌍둥이 아들
- 조광민 : 강상규 역 - 대풍의 쌍둥이 아들
- 김현주
- 지누리

## 참고 사항
- 원래는 변우민이 출연 예정이었으나 고사했다.[1][2]
- 작가 최순식은 1995년 《창공》 이후 7년 만에 KBS 드라마를 집필했다.
- 세 자매의 각양각색 결혼생활을 다루며 보통 사람들의 갈등을 해결하는 가족 드라마로 기획되었으나, 이혼 후 재혼한 남편의 집에서 병든 전처가 동거하는 내용으로 비난을 사는 등[3] 기획 의도와 동떨어졌다는 지적을 받았다.[4]